# Valencia (Venezuela)
Valencia ist die drittgrößte Stadt Venezuelas und Hauptstadt des Bundesstaates Carabobo. Sie hat 1.860.000 Einwohner (Stand 2018).

## Geografie
Die Stadt liegt 479 Meter über dem Meeresspiegel in einem Tal, das von einem Gebirgszugsausläufer der Cordillera de Mérida, den Cordillera de la Costa, umgeben ist. Im Osten der Stadt befindet sich der See von Valencia, Venezuelas zweitgrößter See, in den der Cabriales fließt. Dieser fließt auch durch die Stadt. Die Entfernung zur Hauptstadt Caracas beträgt 180 km.

## Geschichte
Bereits im 4. Jahrtausend v. Chr. gab es Völker, die als Jäger und Sammler diese Region bewohnten. Wahrscheinlich betrieben sie bereits Landwirtschaft. Zwischen 200 und 1000 nach Christus erfolgte eine wichtige Besiedlung der Region, vor allem um den Valenciasee herum.
Um 1000 nach Christus gelangten Einwanderer aus dem Orinokogebiet in die Region, wahrscheinlich über den Pao-Fluss.
Am 25. März 1555 gründete der spanische Hauptmann Alonso Díaz Moreno die Stadt. Der offizielle Name lautete „Nuestra Señora de la Asunción de Nueva Valencia del Rey“. In der Kolonialzeit spielte Valencia durch seinen guten Zugang zum Weidegebiet der Llanos eine wichtige Rolle und konkurrierte mit Caracas bis ins 19. Jahrhundert um die Vormachtstellung in der Region.
Der Konquistador Aguirre belagerte die Stadt 1561. Im Jahre 1677 wurde sie von französischen Piraten überfallen, wobei die Innenstadt niederbrannte und viele wichtige Dokumente über Venezuelas frühe Besiedlung vernichtet wurden.
Der deutsche Forschungsreisende Alexander von Humboldt besuchte Valencia auf seiner Reise durch Südamerika im Jahr 1800 und berichtete von sechs- bis siebentausend Einwohnern.
Seit der Inbesitznahme durch die Spanier war Venezuela spanische Kolonie. Im Jahre 1811 wurde Valencia zur Hauptstadt der ersten Republik Venezuelas erklärt. 1813 wurde die Stadt von den Truppen der Spanier unter Führung von Boves umzingelt und nach einer langen Schlacht besetzt. Männer wurden massenhaft hingerichtet, die meisten Frauen vergewaltigt. Am 24. Juni 1821 errangen die für die Unabhängigkeit Venezuelas kämpfenden Truppen von Simón Bolívar 29 km südlich von Valencia in der Schlacht von Carabobo einen entscheidenden Sieg über die Spanier.
1830 wurde Valencia für eine kurze Zeit die Hauptstadt Venezuelas, nachdem hier eine Versammlung die Unabhängigkeit des Landes von Großkolumbien erklärt hatte. 1858 war die Stadt erneut vorübergehend Hauptstadt des Landes. 1922 machte Papst Pius XI. Valencia zum Sitz eines von ihm gegründeten Bistums, das 1974 zu einem Metropolitanerzbistum erhoben wurde.
Im 20. Jahrhundert erfuhr die Stadt ab den 1940ern ein rasantes Wachstum, wesentlich beeinflusst von der Ölförderung und der darauffolgenden Industrialisierung in der Region. Viele Einwanderer aus anderen Regionen Venezuelas, aber auch der ganzen Welt, kamen nach Valencia. Zwischen 1945 und 1970 waren es vor allem Europäer, danach viele Südamerikaner (vor allem Kolumbianer, Ecuadorianer und Peruaner), aber auch Libanesen, Chinesen und andere. Die Kriminalitätsrate stieg in den 1990er Jahren stark an.
In Folge eines Häftlingsaufstands in einer Polizeiwache der Stadt kamen am 28. März 2018 mindestens 68 Menschen ums Leben. Viele der getöteten Häftlinge und Besucher verbrannten in einem Feuer, das durch das Anzünden von Matratzen entstanden war. Wegen der Überbelegung venezolanischer Gefängnisse werden in dem Land Häftlinge zunehmend in Zellen von Polizeiwachen untergebracht, wo sie laut Gesetz nicht länger als 48 Stunden untergebracht werden dürften.

## Stadtgliederung

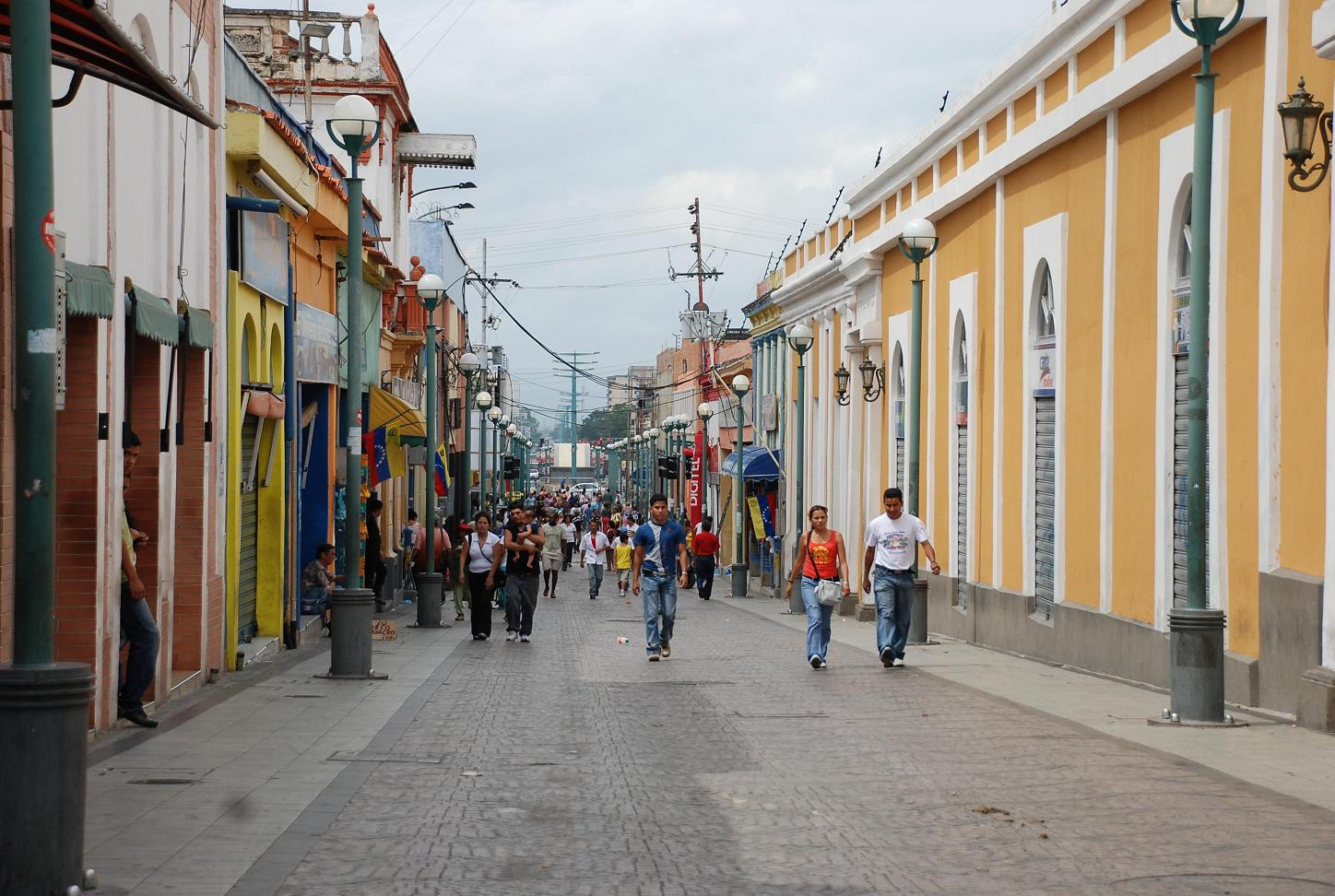
Innenstadt von Valencia

Valencia hat folgende Parroquias (Gemeindebezirke):
| Gemeinde                         | Bevölkerung Schätzung 2005 |
| -------------------------------- | -------------------------- |
| Parroquia Urbana Candelaria      | 25.858                     |
| Parroquia Urbana Catedral        | 2.223                      |
| Parroquia Urbana El Socorro      | 5.484                      |
| Parroquia Urbana Miguel Peña     | 428.831                    |
| Parroquia Urbana Rafael Urdaneta | 250.609                    |
| Parroquia Urbana San Blas        | 22.634                     |
| Parroquia Urbana San José        | 141.423                    |
| Parroquia Urbana Santa Rosa      | 71.760                     |

Darüber hinaus ist Valencia mit Naguanagua, San Diego und Teilen von Los Guayos zusammengewachsen.
Verwaltet wird die Stadt vom Oberbürgermeisteramt (Exekutive) und sieben Ratsherren des Kommunalparlamentes (Legislative).

## Bildung
Valencia besitzt eine öffentliche Universität, die Universidad de Carabobo. Dazu gibt es eine Reihe privater Universitäten, wie z. B. die Universidad Arturo Michelena in San Diego und die Universidad José Antonio Paez.

## Kultur

### Museen
- Casa Paez: früheres Haus von Antonio José Paez, nun ein Museum
- Museo de Arte e Historia (auch Casa Celis genannt)
- Museo de Historia y Antropología: In diesem Museum werden zahlreiche Funde indianischer Kulturen sowie Objekte späterer Zeiten gezeigt.
- Museo de la Cultura: Hier finden viele Ausstellungen statt.

### Kunstzentren
- Ateneo de Valencia: Das Ateneo de Valencia war lange Zeit geschlossen und wird nun wieder eröffnet. Es werden Ausstellungen und Theaterstücke gezeigt, es gibt aber auch einige Konzerte.
- Teatro Municipal de Valencia: Das Stadttheater wurde 1894 eröffnet.

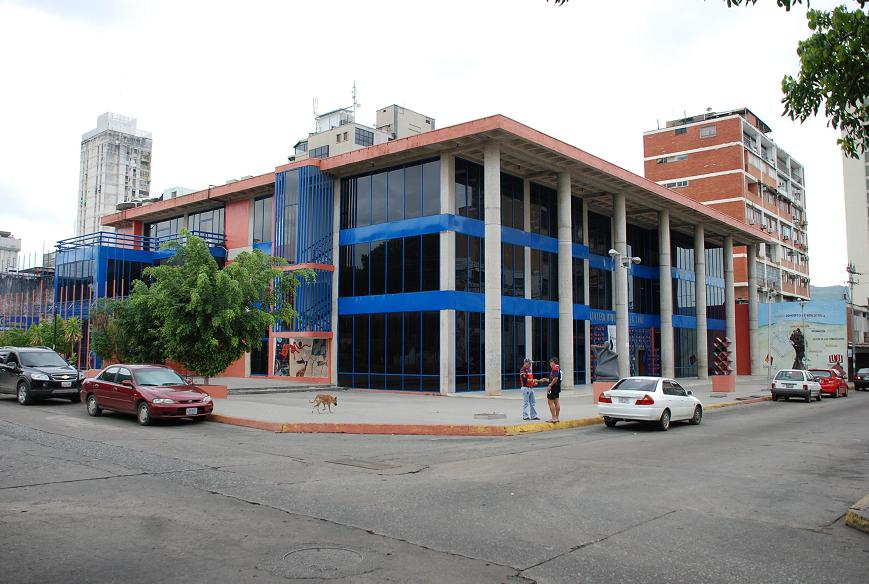
Bibliothek Manuel Feo La Cruz

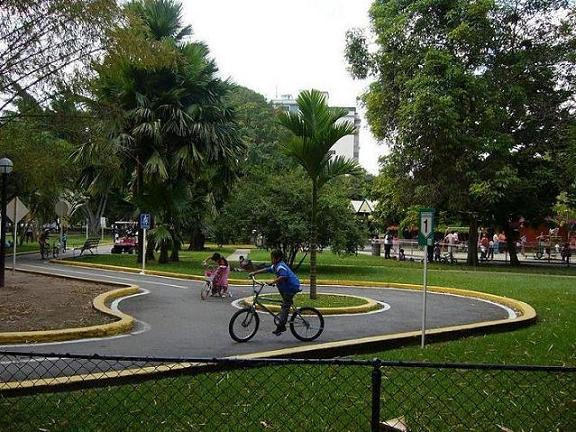
Kinder lernen Verkehrsregeln im Park Fernando Peñalver

### Bibliotheken
Die Hauptbibliothek Valencias und Carabobos ist die Biblioteca Pública Central Manuel Feo La Cruz, die sich in der Innenstadt befindet und die ganze Woche offen bleibt. Darüber hinaus gibt es eine Reihe anderer öffentlichen Bibliotheken wie:
- Biblioteca pública Ateneo de Valencia, auf der Avenida Bolívar Norte, im Atheneum von Valencia
- Biblioteca pública Morita Carillo, in der Parroquia San Blas
- Biblioteca de la Casa Páez, im Museum Páez: Diese Bibliothek ist besonders auf historische Dokumente spezialisiert.

## Parks und Naturzentren
- Parque Negra Hipólita, auch Parque Fernando Peñalver genannt: großer grüner Park am Rande des Cabriales-Flusses, wo kulturelle Veranstaltungen stattfinden und Einrichtungen für Kinderparties vorhanden sind
- Parque Metropolitano: im Süden der Stadt, wo Konzerte und viele Ausstellungen stattfinden
- Parque Natural Municipal Cerro Casupo: ein Naturpark westlich von der Stadt selbst mit etwa 693 Hektar
- Aquarium Valencia (größtes Aquarium in Lateinamerika, mit kleinem Zoo): Dieses Aquarium enthält u. a. eine wichtige Sammlung Fische Venezuelas, sowie ein Serpentarium und Terrarium mit einheimischer Tierarten.

## Andere Gebäude und Orte
- Kathedrale von Valencia
- Palacio de los Iturriza
- Calle Alejo Zuloaga und Calle Los Lanzeros sind zwei Straßen, die die alte Architektur bewahrt haben.
- die Stierkampfarena Plaza de Toros Monumental de Valencia, im Süden Valencias, ist gemeinsam mit Las Ventas in Madrid die zweitgrößte der Welt

## Wirtschaft
Valencia ist eins der wichtigsten Wirtschaftszentren Venezuelas. Die Wirtschaft Valencias ist geprägt durch die Lebensmittelindustrie, den Automobilbau (Renault Venezuela) sowie wichtige Unternehmen im Bereich Keramik und Zement. Auch der tertiäre Sektor mit Verwaltung, Messe, Versicherungen, Banken ist bedeutend.

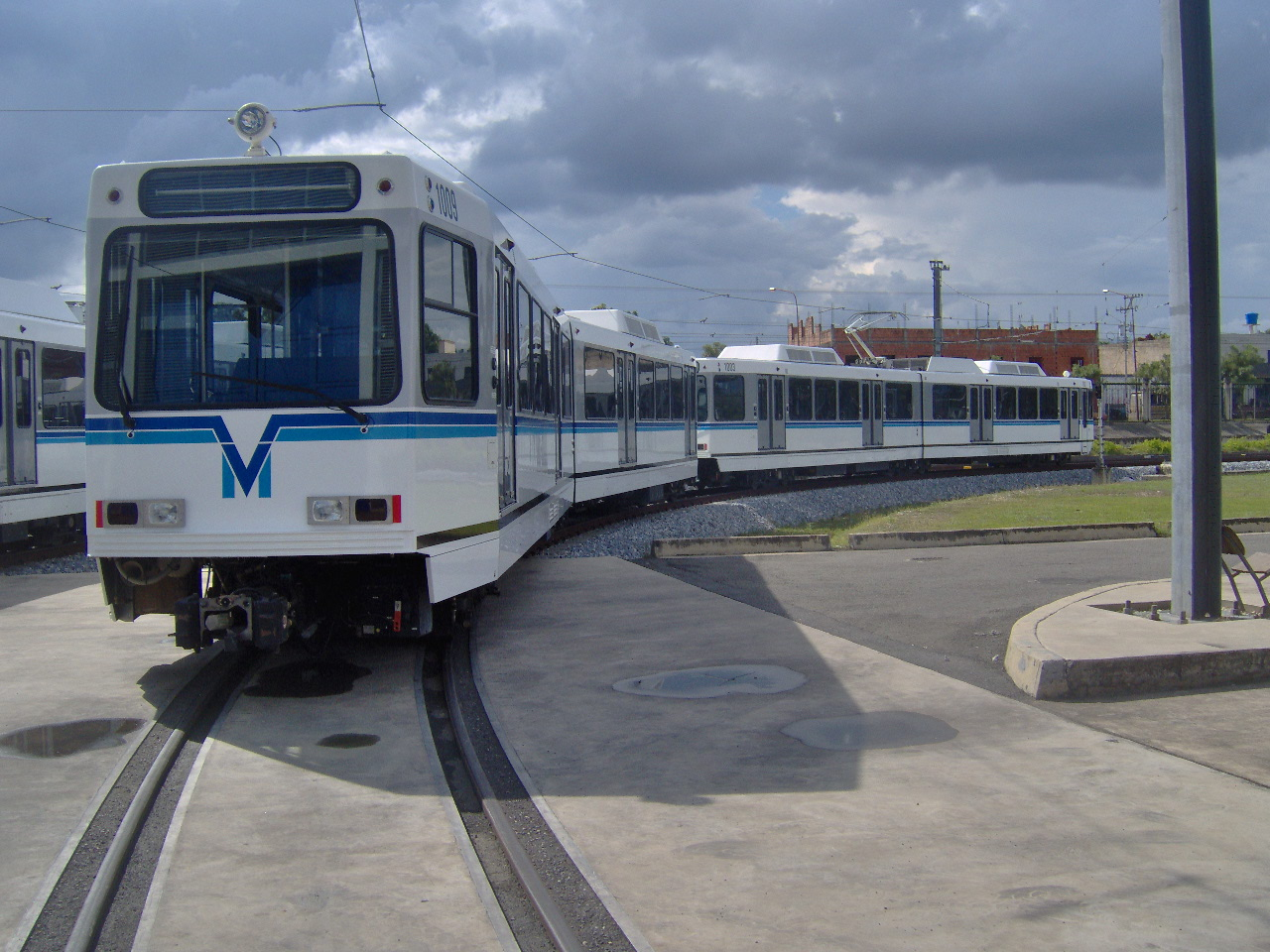
Valencia-U-Bahn

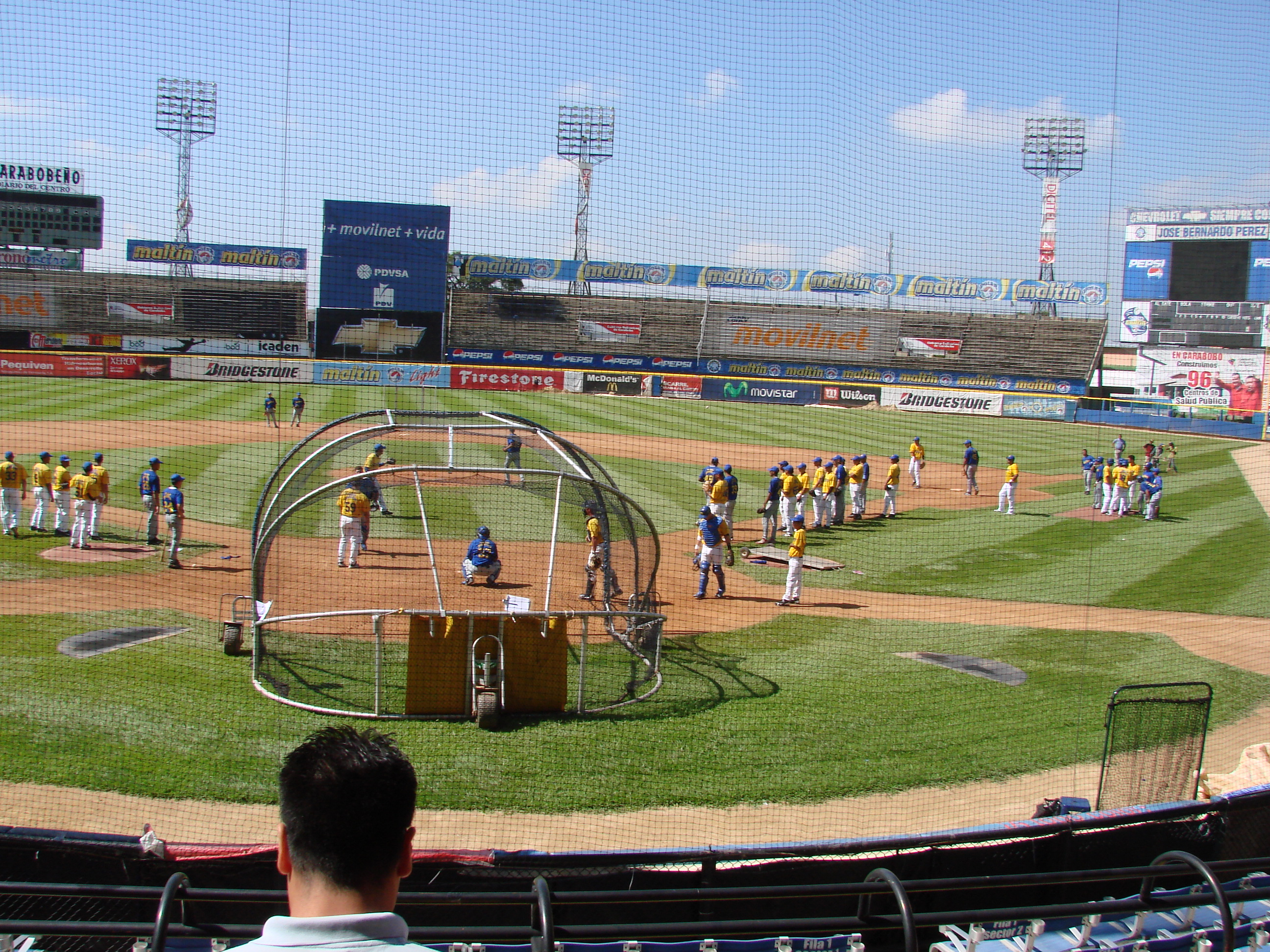
Übungen der Navegantes del Magallanes im Stadium José Bernardo Pérez

## Verkehr
Valencia ist durch Eisenbahn und eine Autobahn mit dem nordöstlich gelegenen Caracas verbunden; ebenso führt eine Autobahn zum nördlich gelegenen Hafen Puerto Cabello. Busse aus anderen Regionen kommen etwas außerhalb der Stadt, in Big Low Center, San Diego, an. Von dort gibt es zahlreiche Verbindungen nach Valencia.
Die Metro de Valencia ist noch in ihrer Anfangsphase. Es gibt mit Stand Mai 2024 eine Linie mit 9 Haltestellen über 6 Kilometer Streckenlänge, eine Verlängerung dieser Linie 1 ist im Bau.
Valencia hat einen internationalen Flughafen: der Aeropuerto Arturo Michelena. Er liegt östlich der Innenstadt und südlich von Los Guayos.

## Medien
Die wichtigsten Zeitungen der Region sind El Carabobeño und Notitarde.

## Sport
Carabobo ist eines der Bundesstaaten mit den meisten Sportlern in Venezuela. Der Bundesstaat war zehnmal Sieger der Nationalspiele Venezuelas, neunmal hintereinander.

### Baseball
Baseball ist eine der beliebtesten Sportarten Venezuelas und darum gibt es viele Baseballfelder in Carabobo. Man wird auch in vielen Orten Kinder sehen, die irgendwo improvisieren, um Baseball zu spielen.
Navegantes del Magallanes oder einfach Magallanes ist eines der bekanntesten Baseballmannschaften Venezuelas. Ihr Sitz befindet sich im Stadium José Bernardo Pérez.

### Basketball
Trotamundos de Carabobo ist eine der bekanntesten Basketballmannschaften Venezuelas. Ihr Sitz ist das Forum de Valencia.

### Fußball
Der Carabobo Fútbol Club ist der Fußballteam Carabobos mit dem Heimstadion Polideportivo Misael Delgado.

## Persönlichkeiten
In Valencia geboren
- Arturo Michelena (1863–1898), Maler
- Gregorio Adam Dalmau (1893–1961), römisch-katholischer Geistlicher, Bischof von Valencia en Venezuela
- María Luisa Escobar (1903–1985), Komponistin, Pianistin und Sängerin
- Marco Tulio Maristany (1916–1984), Sänger
- Renny Ottolina (1928–1978), Fernsehentertainer und -produzent
- Aldemaro Romero (1928–2007), Komponist und Dirigent
- Mirla Castellanos (* 1941), Sängerin
- Reinaldo del Prette Lissot (1952–2022), römisch-katholischer Priester und Erzbischof von Valencia
- Jacqueline Aguilera (* 1976), Model, Schönheitskönigin, Miss World 1995
- Jorge Urrego (* 1981), Fußballschiedsrichterassistent
- Luis Manuel Seijas (* 1986), Fußballnationalspieler
- Francisco Cervelli (* 1986), Baseballspieler
- Daniel Vallverdú (* 1986), Tennisspieler und -trainer
- Gabriela Isler (* 1988), Schönheitskönigin, Miss Universe 2013
- Roberto Maytín (* 1989), Tennisspieler
- Wilmer Flores (* 1991), Baseballspieler
- Luisairys Toledo (* 1992), Siebenkämpferin
- Joselyn Brea (* 1994), Mittel- und Langstreckenläuferin

Lange Zeit in Valencia tätig
- Eugenio Montejo (1938–2008), einer der bekanntesten Dichter Venezuelas